# Olivier Alary
Pour les articles homonymes, voir Alary.
 (mars 2009).
Si vous disposez d'ouvrages ou d'articles de référence ou si vous connaissez des sites web de qualité traitant du thème abordé ici, merci de compléter l'article en donnant les références utiles à sa vérifiabilité et en les liant à la section « Notes et références ».
Olivier Alary est un compositeur né à Toulouse le 4 mai 1975, vivant à Montréal.

## Biographie
Titulaire de diplômes en architecture (France) et en art sonore (Angleterre), Olivier travaille comme compositeur de musique de film mais réalise aussi les conceptions sonores d' installations d'art contemporain et de spectacles de danse.
En 2000, il lance son premier album sur Rephlex, le label d’Aphex Twin , Sketch Proposals qui se retrouve entre les mains de Björk. Il travaillera avec elle entre autres pour la chanson Desired Constellation de l'album Medulla. En 2006, son deuxième album voit le jour, enrichi par les collaborations de Cat Power et Lou Barlow (Dinosaur Jr). L'album Ensemble, paru sur FatCat records, est la rencontre d'ambiances électroniques bruitistes avec des orchestrations symphoniques et un folk-pop intimiste. 
Pour son troisième disque sorti en mars 2011, il s’inspire des nombreuses musiques de film qu’il réalise depuis 2007 et crée Excerpts, un album naviguant à la confluence de la pop moderne et des ambiances cinématiques.
Plus récemment, il développe des compositions instrumentales post-minimales alliant des instruments acoustiques à des systèmes électroniques. 

## Discographie

### Albums
- Excerpts (FatCat Records)
- Ensemble (FatCat Records)
- Sketch Proposals (Rephlex records)

### Eps
- Envies d'Avalanches (FatCat Records)
- Disown, delete (FatCat Records)

### Collaborations
- "Sun in My Mouth", recomposed by Ensemble, premier remix pour Björk  (Vespertine)
- "Cocoon retangled by Ensemble, deuxième remix pour Björk remix (Vespertine)
- "Mouth's Cradle" recomposed by Ensemble, troisième remix pour Björk  (Medúlla)
- "Desired Constellation" sur Medúlla, cinquième album de Björk (Medúlla)
- "Chlorgeschlecht – Unyoga" (Prix au festival Ars Electronica)

## Bandes originales
- 2001 : Ephemere', pour l'exposition 'Radical Fashion', au Victoria & Albert Museum, Londres
- 2005 : Proposal 9, pour 'New Skin' une installation de Doug Aitken, pour l'exposition 'Sonic-Process', au MACBA, Barcelone et au Centre Pompidou, Paris
- 2007 : Sur le Yangzi (en) de Yung Chang (en)
- 2008 : The Dreaming d'Anthony Green
- 2009 : Le Dernier Train (en) de Lixin Fan (en)
- 2011 : Jo pour Jonathan de Maxime Giroux
- 2012 : China Heavyweight de Yung Chang (en)
- 2014 : Corbo de Mathieu Denis
- 2014 : Félix et Meira de Maxime Giroux
- 2014 : Yo de Matias Meyer
- 2015 : Ville-Marie de Guy Édoin
- 2023 : Twice Colonized (en) de Lin Alluna

## Distinction
- Festival du film francophone d'Angoulême 2021 : Valois de la musique de film pour La Nuit des rois[2]